# Ebbenhouten Schoen 2017
De verkiezing van de Ebbenhouten Schoen 2017 werd gehouden op 8 mei 2017. De 20-jarige Youri Tielemans van RSC Anderlecht, die een Congolese moeder heeft, werd uitgeroepen tot winnaar van de Belgische voetbaltrofee. 

## Uitslag
| Nr.        | Land                                      | Naam            | Club(s)        |
| Finalisten | Finalisten                                | Finalisten      | Finalisten     |
| ---------- | ----------------------------------------- | --------------- | -------------- |
| 1.         | Vlag van Congo-Kinshasa · Vlag van België | Youri Tielemans | RSC Anderlecht |
| 2.         | Vlag van Congo-Kinshasa · Vlag van België | Landry Dimata   | KV Oostende    |
| 3.         | Vlag van Algerije · Vlag van Frankrijk    | Sofiane Hanni   | RSC Anderlecht |
| 4.         | Vlag van Nigeria                          | Henry Onyekuru  | KAS Eupen      |
| 5.         | Vlag van Senegal                          | Mbaye Leye      | Zulte Waregem  |

1992 · 1993 · 1994 · 1995 · 1996 · 1997 · 1998 · 1999 · 2000 · 2001 · 2002 · 2003 · 2004 · 2005 · 2006 · 2007 · 2008 · 2009 · 2010 · 2011 · 2012 · 2013 · 2014 · 2015 · 2016 · 2017 · 2018 · 2019 · 2020 · 2021 · 2022 · 2023 · 2024